# نیشته
نیشته (به آلمانی: Nieste) یک شهر در آلمان است که در کسل واقع شده‌است. نیشته  ۱٬۷۹۶ نفر جمعیت دارد.